# Liverpool (Illinois)
Liverpool és una població dels Estats Units a l'estat d'Illinois. Segons el cens del 2000 tenia 119 habitants.

## Demografia
Segons el cens del 2000, Liverpool tenia 119 habitants, 47 habitatges, i 32 famílies. La densitat de població era de 574,3 habitants/km².
Dels 47 habitatges en un 34% hi vivien nens de menys de 18 anys, en un 55,3% hi vivien parelles casades, en un 6,4% dones solteres, i en un 31,9% no eren unitats familiars. En el 29,8% dels habitatges hi vivien persones soles el 6,4% de les quals corresponia a persones de 65 anys o més que vivien soles. El nombre mitjà de persones vivint en cada habitatge era de 2,53 i el nombre mitjà de persones que vivien en cada família era de 3,16.
Per edats la població es repartia de la següent manera: un 28,6% tenia menys de 18 anys, un 6,7% entre 18 i 24, un 26,1% entre 25 i 44, un 24,4% de 45 a 60 i un 14,3% 65 anys o més.
L'edat mediana era de 38 anys. Per cada 100 dones de 18 o més anys hi havia 117,9 homes.
La renda mediana per habitatge era de 33.333 $ i la renda mediana per família de 36.250 $. Els homes tenien una renda mediana de 24.375 $ mentre que les dones 18.750 $. La renda per capita de la població era d'11.848 $. Cap de les famílies i el 2,1% de la població estaven per davall del llindar de pobresa.

## Poblacions més properes
El següent diagrama mostra les poblacions més properes.